# کالین بیشل
کالین بیشل (انگلیسی: Colin Beashel؛ زادهٔ ۲۱ نوامبر ۱۹۵۹) قایقران قایق بادبانی اهل استرالیا است.